# Elvira López
Elvira Virgínia López (Buenos Aires, 1871-1956) va ser una feminista, activista, reformadora i autora argentina de principis del segle XX.
Juntament amb Ernestina López de Nelson, germana seva, va formar-se en la primera promoció de la Facultat de Filosofia i Lletres de la Universitat de Buenos Aires. La seva tesi doctoral va ser presentada l'any 1901 titulada El movimiento feminista, dirigida per Rodolfo Rivarola i Antonio Dellepiane. La seva tesi és important, ja que va ser la primera tesi feminista publicada en l'Argentina i en tota Amèrica del Sud, sent els conceptes clau l'educació femenina, el treball i la família.
Ella es va voler focalitzar en els programes d'ensenyament, concretament en la necessitat de reforma d'aquests, tractant la intolerància i exclusió a les dones en una educació igualitària entre ambdós sexes.
Basant-se en fonts europees, la tesi va revisar el desenvolupament del feminisme als Estats Units, Canadà, Àfrica, Índia i Argentina, on un capítol final va revisar els congressos feministes internacionals.

## Obres
- El movimiento feminista. Tesis presentada para optar por el grado de Doctora en Filosofia y Letras, Buenos Aires, Facultad de Filosofía y Letras, Imprenta Mariano Moreno, 1901. Republicat com El movimiento feminista: Primeros trazos del feminismo en Argentina, Buenos Aires: Ediciones Biblioteca Nacional, 2009.
- 'La mujer en la Argentina: Costumbres, educación profesiones a que se dedica, datos estadísticos, legislación, etc.', Revista del Consejo Nacional de Mujeres, Vol. 2, núm. 6 (juny de 1902)
- 'Mujeres en las fábricas', La Prensa, 31 de maig de 1918